# Rabe Perplexum
Rabe Perplexum, eigentlich Manuela Margareta Hahn-Paula (* 27. Dezember 1956 in München; † 15. Juli 1996 ebenda) war eine deutsche Malerin und Multi-Media-Performance-Künstlerin.

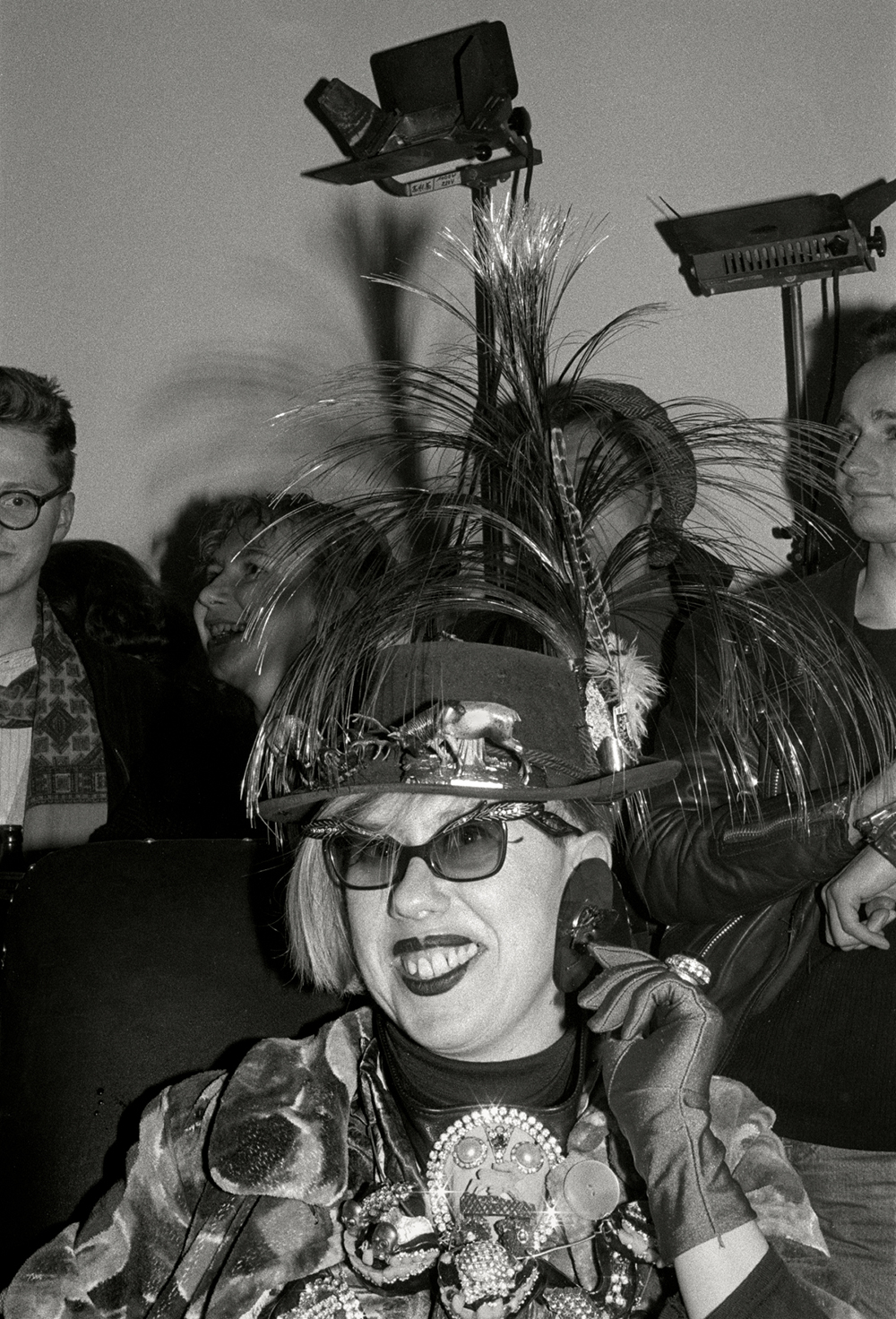
Rabe Perplexum 1988

## Leben
Manuela Hahn wuchs im Münchner Hasenbergl auf. Zu ihrer Mutter hatte sie ein schwieriges Verhältnis, ihre Großmutter stand ihr offenbar näher. Der Vater war Musiker und in dritter Ehe mit Rabes Mutter verheiratet. Er starb wenige Jahre nach Rabes Geburt. In jungen Jahren hatte sie Ballett-, Schauspiel- und Zeichenunterricht, außerdem studierte sie bei dem Fluxus-Künstler Robin Page an der Akademie für Bildende Künste in München. Der Grund für ihren Künstlernamen Rabe Perplexum sei – so der Rabe in einem SZ-Interview „Ich möcht' halt ein bißchen so sein wie diese Viecher, so schlau, gravitätisch, gelassen. Die schau'n, was los ist.“ Und „perplexum“? – „Erstaunt, bestürzt“, so übersetzte sie das Wort für sich und ihr Leben. Auch von sich selber sprach die Künstlerin als „der Rabe“. Die Welt teilte sie in „räbisch“ und „unräbisch“ ein, auf bayerisch verkürzt: „Des mog der Rabe, des mog der Rabe net“. Ihr Künstlerkollege Fips Fischer beschreibt Rabe Perplexum so: „der Charme einer Giesinger Putzfrau vermischte sich mit dem Starrsinn eines Punks. Hinter der rauen Fassade verbarg sich allerdings das zerbrechliche Wesen eines hochsensiblen Menschen und das Genie einer provokanten Künstlerin, stets bemüht, Grenzen gesellschaftlicher Normen und Tabuzonen zu überschreiten.“

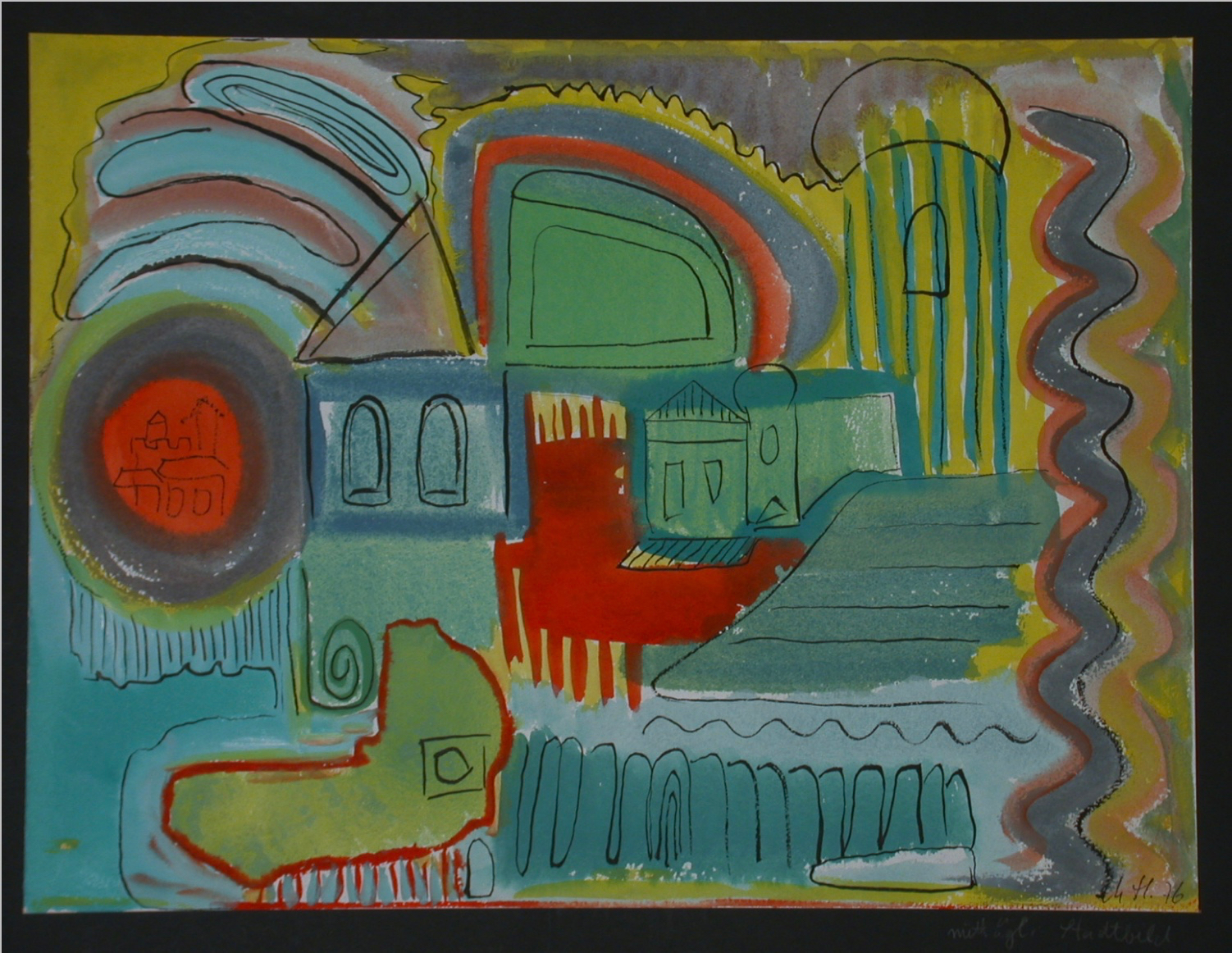
„Mittägliches Stadtbild“ – Gemälde von Rabe Perplexum (1976)

Rabe Perplexum war mit Anton Paula verheiratet, das Paar trennte sich, ohne sich jedoch scheiden zu lassen. Das größte Problem der Künstlerin soll das Alleinsein gewesen sein. „Eine unstillbare, überdimensionale Sucht nach Zuwendung war Rabes große Not. Wie sie es in ihrer Arbeit liebte, zu inszenieren und die Puppen tanzen zu lassen, versuchte sie es auch im Privaten. Niemand hielt das auf Dauer aus.“ So beschrieb es der Künstler Ulrich Fips Fischer, der einige Projekte mit ihr realisierte und mit ihr freundschaftlich verbunden war. Er dokumentierte 1998 anlässlich der Rabe-Perplexum-Retrospektive in der Münchner Rathausgalerie seine Begegnungen mit Rabe Perplexum von 1986 bis zu ihrem Tod. Diese Aufzeichnungen charakterisieren die Künstlerin auf eindrucksvolle Weise, geben aber auch Zeugnis ihres Verfalls, ihrer psychischen Probleme, ihres Alkoholismus. Nach einer Afrikareise 1995 kommt Rabe psychisch angeschlagen zurück. Nach und nach gaben ihre Freunde überfordert auf, sich um die Künstlerin zu kümmern, ihre Wohnung wurde gekündigt. Kurz vor der Räumung beging Rabe Perplexum Suizid. Sie wurde am Münchner Westfriedhof im Grab ihrer Großmutter und Mutter beigesetzt. (Grab 066-2-31).

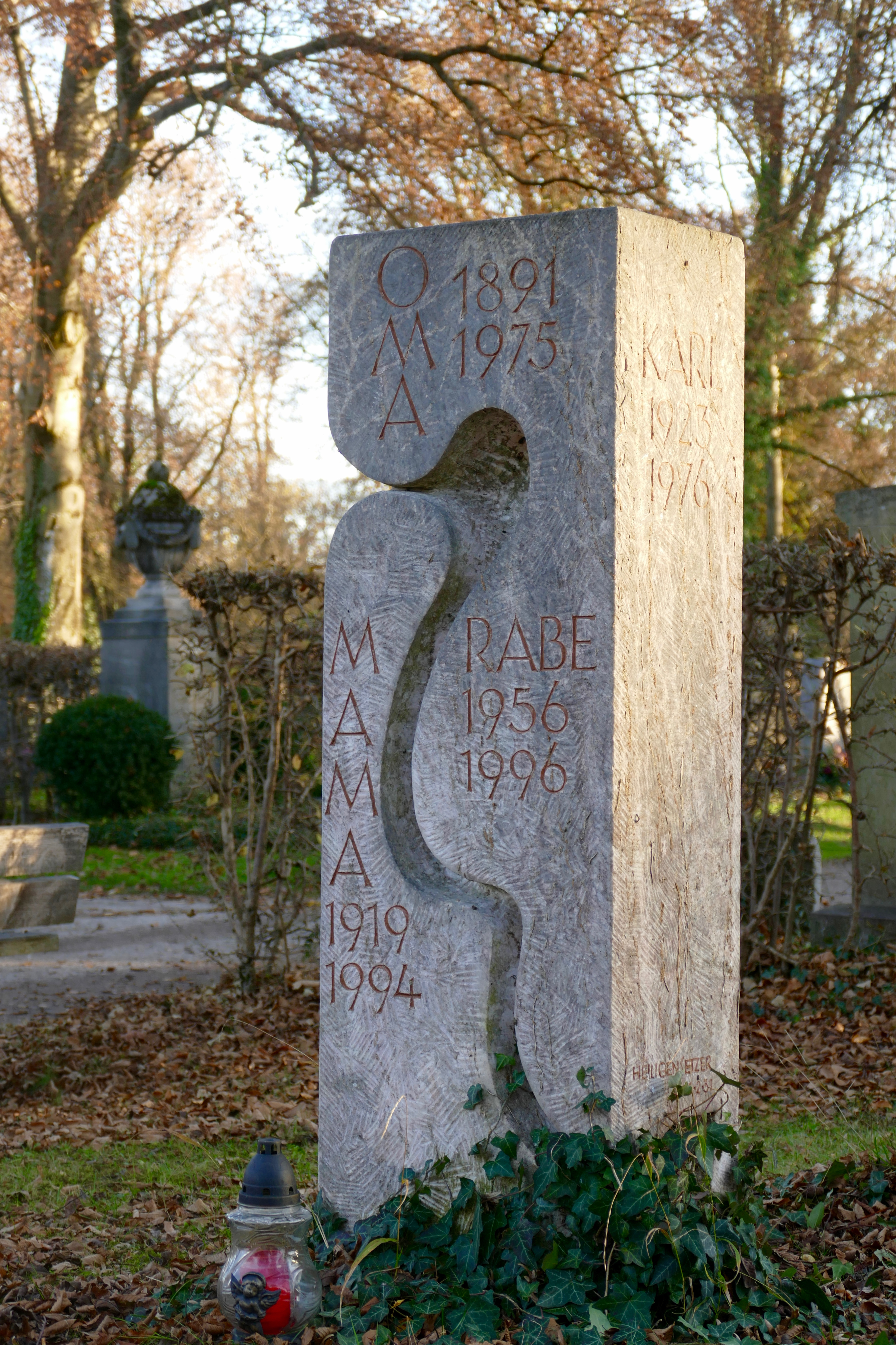
Das Grab von Rabe Perplexum auf dem Münchner Westfriedhof.

## Schaffen
Rabe Perplexum ging vielfach Kooperationen ein. Zunächst mit der Malergruppe „Abraxas“ oder dem Wiener Künstler Kafri Karl Friedrich. Anfang Mai 1984 traf der Rabe den Multimedia-Pionier Alex Anders (Künstlername „Geier“), mit dem sich eine fruchtbare Zusammenarbeit und auch eine Partnerschaft entwickelte. Gemeinsam bestreiten sie eine enorme Anzahl an Performances, Videoperformances und Ausstellungen. Medien werden aufmerksam, 1984 produziert der WDR ein 45min-Feature über die Künstlerin. Es ist das Porträt der 28-Jährigen, für die eine persönliche Krise und eine folgende Therapie zum Wendepunkt wird. Danach beschließt sie, sich zu wehren und sich selbst zu verwirklichen. Allerdings kommt es in Rabes Leben auch danach immer wieder zu starken Krisen. Auch ihre Beziehung zu „Geier“ ist nicht spannungsfrei, bis es zum Bruch kommt. Rabe Perplexum leidet stark unter dieser und vielen weiteren Trennungen. Dennoch hat sie einen großen Freundeskreis, so sammelt sie immer wieder kreative Köpfe um sich, die sie zu faszinieren vermag, die sie unterstützen und die mit ihr die gewagtesten Projekte realisieren, sei es als Schauspieler, als Videoeditoren oder Hilfen bei der Bühnengestaltung. Selbst ihre Mutter spielt des Öfteren in ihren Stücken mit. Für ihre Aufführungen suchte der Rabe die ungewöhnlichsten Orte wie etwa in Diskotheken (z. B. das P1) oder einem ehemaligen Autosalon. Sie hatte das Geschick, die ödesten Plätze in ein „barockes Tollhaus“ zu verwandeln, wie Fips Fischer schreibt. „Rabe Perplexum setzte ihre Fähigkeiten multifunktional ein. Sie war gleichzeitig Autorin, Videokünstlerin, Kamerafrau, Regisseurin, Handwerkerin, Bühnenbildnerin, Malerin, Designerin, Schauspielerin, Tänzerin, Putzfrau und Organisatorin. Die Vielfalt ihrer Talente kam erst im Zusammenspiel all dieser Positionen zur vollen Entfaltung.“ 1993 kleidete Rabe Perplexum für eine Filmsequenz sogar die Bavaria an der Theresienwiese mit einem geblümten Stoffumhang ein und färbte deren Gesicht schwarz, wobei sie einen riesigen Kran zu Hilfe nahm. Daneben gestaltete sie auch kleine Objekte, wie „Schmuck, Totems, Amulette, Kostüme, Requisiten.“
1986 erhielt Rabe Perplexum den Förderpreis Neue Ausdrucksformen Bildende Kunst der Landeshauptstadt München. Die Münchner Monacensia zeigte 2021 Rabe Perplexum in der Ausstellung Pop. Punk. Politik. Die 1980er Jahre in München. 2022/23 werden die Arbeiten von Rabe perplexum erstmals wieder ausführlich in den Ausstellungen Exzentrische 80er: Tabea Blumenschein, Hilka Nordhausen, Rabe perplexum und Kompliz*innen aus dem Jetzt gezeigt, die in den drei Hauptwirkungsstätten der drei Künstlerinnen in der Lothringer 13 in München, Galerie Nord Kunstverein Tiergarten in Berlin und Kunsthaus Hamburg in Hamburg zu sehen sind.

## Einzelausstellungen
- 1998: Rabe Perplexum – Retrospektive, Rathausgalerie, München[12]

## Gruppenausstellungen (Auswahl)
- 1984: Erste Jahre der Professionalität, BBK, München
- 1984: Gemeinschaftsausstellung, Galerie im Ganserhaus, Wasserburg
- 2023: Gruppenausstellung mit Hilka Nordhausen, Rabe perplexum und Kompliz*innen aus dem Jetzt, Lothringer 13 Halle, München / Galerie Nord/Kunstverein Tiergarten, Berlin / Kunsthaus Hamburg[13]
- 2023: Substitutes, W139, Amsterdam[14]

## Performances (Auswahl)
- 1984: Dingsdingsdings, Kunsthalle 20
- 1984: Der Weg zum Erfolg führt abwärts. Mit 7 Darstellern und 10 m hoher Leiter, BBK München
- 1985: Schützengrabenparade. Keller, Leopoldstraße 54[15]
- 1989: Take one, Ateliers Klenzestraße[16]
- 1991: Mama – Miami – Tokio -– Bitterfeld, Ateliers Klenzestraße[17]
- 1992: Rathäusliche Supp-Ventions-Performance, Rathaus-Innenhof[18]
- 1993: Bavaria-Humanita-Hysterica, Fachhochschule für Architektur[19]
- 1994: Schluck-Beschwerde-Endoskopie-Processing oder auf dem Schlauch stehen, Video-Performance für einen Müllberg mit vier Monitoren und vier Darstellen, eNTe
- 1996: Schwarz-Weiß-Abgleich, Diskothek „Soul City“, München[20]

## Auszeichnungen
1986 erhielt Rabe Perplexum den Förderpreis Neue Ausdrucksformen Bildende Kunst der Landeshauptstadt München. 1987 erhielt sie den dritten Preis beim zehnten Tokyo Video Festival für The unknown artist (20 min.)
Die Münchner Monacensia zeigte 2021 Rabe Perplexum in der Ausstellung Pop. Punk. Politik. Die 1980er Jahre in München. 2022/23 werden die Arbeiten von Rabe perplexum erstmals wieder ausführlich in den Ausstellungen Exzentrische 80er: Tabea Blumenschein, Hilka Nordhausen, Rabe perplexum und Kompliz*innen aus dem Jetzt gezeigt, die in den drei Hauptwirkungsstätten der drei Künstlerinnen in der Lothringer 13 in München, Galerie Nord Kunstverein Tiergarten in Berlin und Kunsthaus Hamburg in Hamburg zu sehen sind.

## Filmbeiträge
- Nicht Mann, nicht Frau, nur Rabe Film von Konrad Wickler und Katja Raganelli, 43:14 min, ARD (WDR) am 24. Juli 1984
- Rabe Perplexum. Bilder einer Ausstellung anlässlich ihres zweiten Todestages. Rathausgalerie München. Juni 1998, 7:19 min, Dokumentation von Ulrich Phips Fischer[23]
- Die Wiederentdeckung der Künstlerin Rabe Perplexum, Film von Angelika Kellhammer, 5:43 min, BR, 1. Juli 2021[24]

## Rezeption

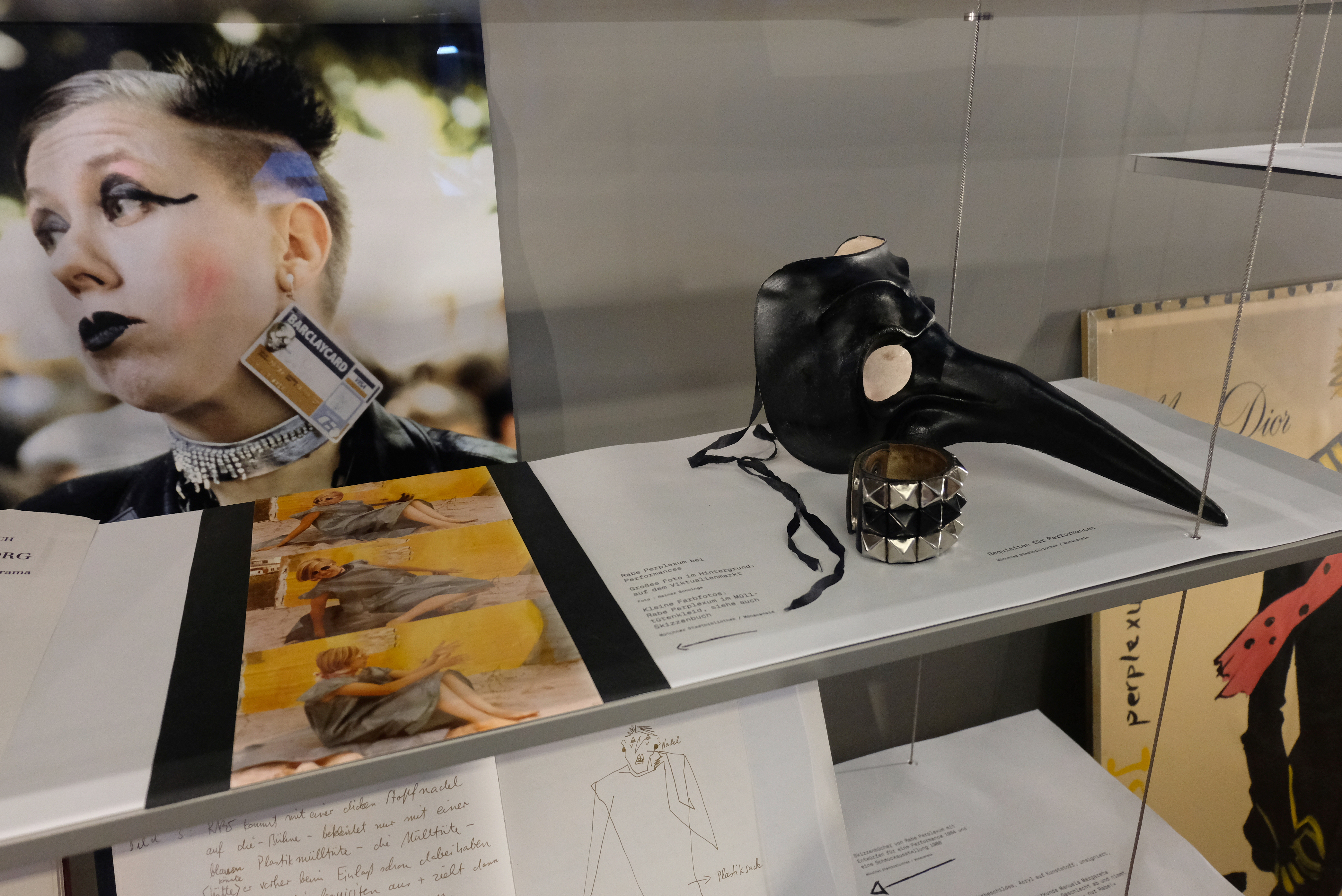
Exponate aus dem Nachlass von Rabe Perplexum, Ausstellung „Pop Punk Politik“ in der Monacensia (2021)

- 2015: Der Künstler Philipp Gufler widmete Rabe Perplexum einen seiner Siebdruck-Quilts,[25] der 2020 in dem Buch Quilt #01 – #30 präsentiert wurde.[26] Außerdem setzte er sich 2015 in dem Kurzfilm Becoming-Rabe[27] und 2016 in der Ausstellung Setz dein Ich in Anführungsstriche (Künstlerhaus Göttingen)[28] mit ihr auseinander.
- 2021/2022: In der Ausstellung Pop Punk Politik – Die 1980er Jahre in München in der Monacensia wurden 2021/2022 Exponate aus dem Nachlass von Rabe Perplexum gezeigt.[29]
- 2022/2023: Sie ist eine der Protagonistinnen der Ausstellung Exzentrische 80er: Tabea Blumenschein, Hilka Nordhausen, Rabe perplexum und Kompliz*innen aus dem Jetzt, einer Kooperation von Lothringer 13 (München), Kunstverein Tiergarten/Galerie Nord (Berlin) und Kunsthaus Hamburg.[22]

## Nachlass
Der literarische und künstlerische Nachlass von Rabe Perplexum befindet sich im Literaturarchiv der Monacensia. Der schriftliche Teil des Nachlasses wurde 2024–2025 geordnet und erschlossen und ist für Forschungsarbeiten zugänglich. Gefördert aus Mitteln der Ernst von Siemens Kunststiftung wurden  450 Videos der Künstlerin digitalisiert und stehen nun in der Monacensia für „Wissenschaftler*innen, Studierende und Publizist*innen zur Auswertung zur Verfügung“